# Jerzy Kociński (fizyk)
Jerzy Kociński (ur. 1930 w Szamotułach) – polski fizyk, profesor doktor habilitowany nauk fizycznych, specjalista w zakresie magnetyzmu, przemian fazowych i badań strukturalnych, profesor emerytowany na Wydziale Fizyki Politechniki Warszawskiej.

## Życiorys
Studiował w latach 1950–1955 na Uniwersytecie w Poznaniu, gdzie otrzymał tytuł magistra w zakresie fizyki. Doktorat uzyskał w Instytucie Fizyki PAN w Warszawie w 1959 roku w wyniku obrony rozprawy pt. "Struktura domenowa w kryształach niklu i żelaza". Jego promotorem był prof. Szczepan Szczeniowski. Stopień doktora habilitowanego, na podstawie rozprawy "Termodynamiczne fluktuacje namagnesowania w ferromagnetykach", otrzymał w 1965 roku również w Instytucie Fizyki PAN. Tytuł naukowy profesora nadzwyczajnego nauk fizycznych uzyskał w 1973 roku, a tytuł profesora zwyczajnego w roku 1982. Przez większą część swojej pracy zawodowej był związany z Wydziałem Fizyki Politechniki Warszawskiej.
Był promotorem 10 ukończonych przewodów doktorskich, zaś wielu jego doktorantów zostało uznanymi fizykami, m.in. Ludwik Dobrzyński, Michał Wierzbicki czy Magdalena Seroczyńska. 

## Prace naukowe
Prof. Jerzy Kociński jest autorem wielu książek, wydanych jednocześnie w Wydawnictwach PWN i Elsevier, między innymi: "Critical Scattering Theory" (wspólnie L. Wojtczakiem, 1979), "Theory of Symmetry Changes at Continuous Phase Transitions" (1983), "Commensurate and Incommensurate Phase Transitions" (1990) oraz "Cracovian Algebra" (Nova Science Publ., 2004). Jest także autorem podręcznika "Wstęp do fizyki współczesnej: Podstawy teoretyczne" (1977). Po przejściu na emeryturę w 2000 roku jest nadal aktywny naukowo. 
Tematyka jego badań obejmuje: teoria magnetyzmu, teoria przemian fazowych, zjawiska krytyczne, badania strukturalne, a także prace teoretyczne w obszarze algebry Lie'go ciągłych grup z operacjami antyliniowymi oraz grup z inwolucją i quasi-grup z reprezentacjami krakowianowymi.

## Źródła
- Jerzy Garbarczyk (ed.) "Fizyka na Politechnice Warszawskiej: od Zakładów i Katedr przez Instytut do Wydziału", Warszawa 2015